# Socjologia ciała
Socjologia ciała – dział socjologii zajmujący się wpływem czynników społecznych na ciało człowieka.

## Charakterystyka
Nauka ta dotyczy kilku fundamentalnych dla niej wątków, m.in.:
- wpływu zmiany społecznej na funkcjonowanie ciała człowieka:
  - współczesnych niebezpieczeństw i wyzwań rozwijającego się wciąż świata, które mogą dotyczyć ludzkiego organizmu,
  - zwiększającej się świadomości dotyczącej własnego ciała, możliwości dokonywania własnych wyborów co do tego, jak żyć i dbać o swoje zdrowie,
  - zwiększenia roli jednostki w procesie terapii i leczenia chorób,
  - zmian w medycynie i kwestiach związanych z systemami opieki zdrowotnej,
  - ewolucji relacji specjalista-pacjent,
  - stałego rozpowszechniania się „alternatywnych” form terapii;
- socjologicznych podstaw zdrowia:
  - rozkładu zdrowia i choroby w społeczeństwie oraz jego związku z nierównościami społecznymi,
  - początków medycyny naukowej i ukształtowania się biomedycznego modelu zdrowia,
  - teorii zdrowia,
  - starzenia się jako procesu, który ulegał zmianom na przestrzeni lat oraz pozycji ludzi starszych w społeczeństwie.

## Wczesne teorie
Według amerykańskiego historyka Thomasa Laqueura przed XVIII wiekiem dominującym modelem w socjologicznym rozumieniu ludzkiego ciała był tzw. model jednej płci, według którego istniał wyłącznie jeden typ ludzkiego ciała, a biologiczne płci były jego odmianami.
W XVI wieku państwa europejskie brały udział w handlu niewolnikami i, w związku z chęcią usprawiedliwienia tych działań, wydano ogromną liczbę książek oraz publikacji, w których ukazywano rzekome dewiacje i barbarzyństwo czarnoskórej ludności z Afryki. Poglądy te uległy zmianom w epoce oświecenia. Wraz z nadejściem XVIII wieku idee egalitaryzmu oraz uniwersalnych i niezbywalnych praw człowieka stawały się standardem wśród ówczesnych intelektualistów. Wciąż jednak nie uznawano potrzeby podkreślenia praw kobiet, które w tamtym okresie były całkowicie podporządkowane mężczyznom. By to wyjaśnić, stworzono tzw. biologię niewspółmierności interteoretycznej, która wyjaśniała, że różne płci i rasy przystosowane są lepiej do odmiennych prac, co miało uzasadniać dyskryminację oraz podporządkowywanie sobie jednej rasy lub płci przez inną. Przykładowo, kraniometria miała ukazywać różnicę w stopniu rozwoju intelektualnego ludzi pochodzących z Europy i tych z Afryki.
Działania te wraz z postępem technologicznym sprawiały, że ludzie zaczęli postrzegać swoje ciało jako zespół urządzeń, który można zrozumieć, sklasyfikować, a także naprawić. Jednym z pierwszych przykładów tego sposobu myślenia były siedemnastowieczne prace Williama Harveya.
Na rozwój teorii dotyczących postrzegania ludzkiego ciała duży wpływ wywarł Kartezjusz swoimi rozważaniami na temat dylematu psychofizycznego. Uznał on bowiem odrębność ciała i umysłu, co stało się dominującą interpretacją socjologiczną ludzkiego organizmu aż do dwudziestowiecznej interpretacji strukturalnej.

## Rozwój subdyscypliny
Za początek socjologii ciała jako subdyscypliny naukowej uznaje się wydanie w 1984 roku przez Bryana S. Turnera książki The Body and Society: Explorations in Social Theory. Turner ukuł w niej pojęcie "społeczeństwa somatycznego", w którym ciało stało się głównym polem naukowej, politycznej i kulturowej aktywności.  
Chris Shilling zwraca uwagę, że na rozwój socjologii ciała miały wpływ zmiany społeczne związane m.in. z  
- feminizmem drugiej fali,
- przemianami demograficznymi i starzeniem się zachodnich społeczeństw,
- rozwojem konsumpcjonizmu i kultury konsumpcyjnej,
- wzrostem indywidualizmu i roli jednostki.

Współcześni teoretycy ważni dla socjologii ciała:
- Pierre Bourdieu
- Norbert Elias
- Michel Foucault
- Anthony Giddens
- Erving Goffman
- Marcel Mauss
- Maurice Merleau-Ponty

## W Polsce
Sekcja Socjologii Ciała Polskiego Towarzystwa Socjologicznego została powołana w maju 2019 roku.